# BeNe-league ijshockey 2019/20
De BeNe-league ijshockey 2019/20 was de vijfde editie van deze ijshockeycompetitie die wordt georganiseerd door de “Stichting Grensoverschrijdend IJshockey” (SGIJ) onder auspiciën van de Koninklijke Belgische IJshockey Federatie (KBIJF) en IJshockey Nederland (IJNL). In deze competitie wordt behalve om de competitietitel ook gestreden om de landstitels in beide landen. Voorheen geschiedde dit in de Belgische Elite league en de Nederlandse Eredivisie ijshockey.
De openingswedstrijd van het ijshockeyseizoen in Nederland waarin traditioneel gestreden wordt om de Ron Bertelingschaal vond plaats op zaterdag 21 september. De 110 wedstrijden omvattende reguliere competitie ging van start op zaterdag 2 november en eindigde op dinsdag 3 maart. Van de teams die het vorige seizoen deelnamen ontbrak Amsterdam Tigers. Tien teams namen voor de vijfde keer deel, voor Mechelen Golden Sharks was het de tweede deelname. Voor aanvang van deze competitie waren de deelnemende teams al in wedstrijdverband uit gekomen in de Belgian Cup (waarvan de reguliere competitie van zaterdag 28 september tot en met 3 november liep), de IJNL bekercompetitie (27 september-9 november) en in de Inter Region Cup (29 september-12 januari).
De competitie werd per 12 maart 2020 direct stilgelegd vanwege de nasleep van de uitbraak van het coronavirus. Hierdoor kent dit seizoen geen kampioen. In de knock-outfase was de kwartfinale gespeeld en de halve finaleduels stonden voor het weekend van 13 tot en met 15 maart gepland.
Het eerste team van Tilburg Trappers, nam voor het vijfde opeenvolgende seizoen niet deel aan deze competitie. Dit team speelde net als de vier vorige seizoenen geheel buiten de Nederlandse grenzen; het team kwam uit in de Oberliga-Nord, op het derde niveau in het Duitse ijshockey. Wel nam het "Bene-leagueteam" (voorheen toekomstteam genoemd) van deze club deel aan de competitie.

## Competitie
Opzet
De opzet was dit seizoen gelijk aan die van de vorige seizoenen. De teams kwamen uit in één poule. Hier binnen werd een enkele competitie gespeeld (thuis-/uitwedstrijden). Het totaal behaalde punten uit deze 20 wedstrijden per team bepaalde de eindstand van de competitie. Hierna volgde de knock-outfase tussen de top-8. In de kwartfinale werd in een best-of-3 gespeeld volgens schema: 1-8, 2-7, 3-6, 4-5. Ook de halve finale zou in een best-of-3 beslist worden, de finale in een best-of-5. Het thuisvoordeel gold voor de hoogst geëindigde club in de competitie.
Puntentelling
Een gewonnen wedstrijd leverde drie punten op. Bij een gelijkspel volgde een verlenging (3-tegen-3) van maximaal tien minuten (nieuw dit seizoen),) eventueel gevolgd door een penaltyshoot-out. Het team dat scoorde won de wedstrijd met één doelpunt verschil. De winnaar kreeg twee punten, de verliezer één punt.

### Eindstand
AW = aantal wedstrijden
W = winstpartij (3 punten)
GW = gelijk en gewonnen na verlenging (2 punten)
GV = gelijk en verloren na verlenging (1 punt)
V = verloren partij (0 punten)
Pnt = totaal punten
V-T = doelpunten voor/tegen
| #  | Club                       | AW | W  | GW | GV | V  | Pnt | V-T     |
| -- | -------------------------- | -- | -- | -- | -- | -- | --- | ------- |
| 01 | UNIS Flyers Heerenveen     | 20 | 16 | 0  | 01 | 03 | 49  | 110-51  |
| 02 | CAIROX Hijs Hokij Den Haag | 20 | 14 | 02 | 01 | 03 | 47  | 105-55  |
| 03 | Era Renomar HYC Herentals  | 20 | 13 | 02 | 01 | 04 | 44  | 129-52  |
| 04 | Bulldogs Liège             | 20 | 12 | 02 | 0  | 06 | 40  | 103-66  |
| 05 | Select 4 U BV Nijmegen     | 20 | 10 | 0  | 02 | 08 | 32  | 124-63  |
| 06 | Chiefs Leuven              | 20 | 09 | 01 | 01 | 09 | 30  | 086-82  |
| 07 | Microz Eaters Limburg      | 20 | 09 | 0  | 02 | 09 | 29  | 109-75  |
| 08 | Mechelen Golden Sharks     | 20 | 09 | 0  | 0  | 11 | 27  | 099-95  |
|    |                            |    |    |    |    |    |     |         |
| 09 | Zoetermeer Panters         | 20 | 06 | 03 | 0  | 11 | 24  | 101-116 |
| 10 | Antwerp Phantoms           | 20 | 02 | 0  | 01 | 17 | 07  | 052-194 |
| 11 | Tilburg Trappers Bnl       | 20 | 0  | 0  | 01 | 19 | 01  | 048-217 |

### Uitslagen
| Club                 | ANTW | DENH   | GELE | HEER   | HERE   | LEUV   | LUIK   | MECH | NIJME  | TILB | ZOET   |
| -------------------- | ---- | ------ | ---- | ------ | ------ | ------ | ------ | ---- | ------ | ---- | ------ |
| Antwerp Phantoms     |      | 3-8    | 0-9  | 4-6    | 0-19   | 4-10   | 0-12   | 0-4  | 2-17   | 7-4  | 6-7 nv |
| Hijs Hokij Den Haag  | 10-0 |        | 8-6  | 3-2 nv | 3-5    | 3-2    | 5-2    | 6-2  | 3-2 nv | 9-1  | 6-3    |
| Eaters Geleen        | 6-2  | 6-2    |      | 6-2    | 2-3 nv | 3-4    | 4-5 nv | 5-1  | 5-4    | 20-2 | 3-6    |
| Flyers Heerenveen    | 10-0 | 2-3    | 3-1  |        | 5-4    | 8-1    | 3-2    | 9-2  | 6-1    | 15-1 | 5-2    |
| HYC Herentals        | 12-2 | 3-2 nv | 6-4  | 0-4    |        | 2-3    | 5-1    | 2-3  | 6-2    | 19-1 | 7-2    |
| Chiefs Leuven        | 7-2  | 2-5    | 0-4  | 1-2    | 3-4    |        | 2-4    | 7-5  | 3-2 nv | 7-5  | 15-2   |
| Bulldogs Liège       | 9-4  | 7-3    | 6-2  | 3-4    | 4-3 nv | 5-3    |        | 6-2  | 3-0    | 7-1  | 6-1    |
| Sharks Mechelen      | 14-4 | 1-3    | 8-5  | 7-6    | 4-7    | 4-5    | 1-3    |      | 0-7    | 15-4 | 7-4    |
| Devils Nijmegen      | 11-3 | 4-5    | 6-3  | 3-4    | 3-5    | 8-0    | 10-2   | 6-1  |        | 10-0 | 4-7    |
| Tilburg Trappers Bnl | 5-7  | 1-10   | 1-15 | 5-8    | 1-10   | 4-6    | 4-10   | 1-8  | 1-17 * |      | 5-6 nv |
| Zoetermeer Panters   | 14-2 | 1-8    | 6-0  | 2-6    | 3-7    | 6-5 nv | 9-6    | 5-10 | 4-7    | 11-1 |        |

 nv = na verlenging (over time) 
* Tilburg Trappers Bnl - Devils Nijmegen werd in Nijmegen gespeeld

### Knock-outfase

#### Kwartfinale
De kwartfinale tussen de top-8 van de competitie werd beslist in een best-of-3 serie. De duels waren vooraf als volgt bepaald: 1-8, 2-7, 3-6, 4-5. De hoogst geëindigde teams verkregen het thuisvoordeel.
| Datum | Thuisteam           | Uitslag | Periodestanden | Uitteam             |  |
| ----- | ------------------- | ------- | -------------- | ------------------- |  |
| 06/03 | Flyers Heerenveen   | 8-1     | 2-0, 4-0, 2-1  | Sharks Mechelen     |  |
| 07/03 | Sharks Mechelen     | 1-5     | 0-0, 0-0, 1-5  | Flyers Heerenveen   |  |
|       |                     |         |                |                     |  |
| 06/03 | Hijs Hokij Den Haag | 5-4     | 1-1, 2-2, 2-1  | Eaters Geleen       |  |
| 07/03 | Eaters Geleen       | 4-5     | 1-1, 2-2, 1-2  | Hijs Hokij Den Haag |  |
|       |                     |         |                |                     |  |
| 07/03 | Chiefs Leuven       | 0-6     | 0-1, 0-2, 0-3  | HYC Herentals       |  |
| 08/03 | HYC Herentals       | 2-3 nv  | 0-1, 2-0, 0-1  | Chiefs Leuven       |  |
| 10/03 | HYC Herentals       | 8-2     | 2-2, 3-0, 3-0  | Chiefs Leuven       |  |
|       |                     |         |                |                     |  |
| 07/03 | Bulldogs Liège      | 1-6     | 0-4, 1-1, 0-1  | Devils Nijmegen     |  |
| 08/03 | Devils Nijmegen     | 6-2     | 3-1, 0-1, 3-0  | Bulldogs Liège      |  |

 nv = na verlenging (over time) 

#### Halve finale
De duels Flyers Heerenveen - Devils Nijmegen en Hijs Hokij Den Haag - HYC Herentals werden niet meer gespeeld.

## Landskampioenschap van België
N.B. Nog niet bekend wat KBIJB beslist.
HYC Herentals was de enige Belgische club die de halve finale bereikte. In de reguliere competitie eindigde Herentals als 3e voor Luik (4e), Leuven (6e), Mechelen (8e) en Antwerp (10e).
HYC Herentals won de ijshockeybeker dit seizoen door op 18 januari in het Ice Skating Center te Mechelen in de finale Bulldogs Luik te verslaan met 4-3 (na overtime). De beker werd hiermee voor de dertiende keer veroverd. In de halve finale schakelde Herentals Mechelen Golden Sharks uit (9-1, 8-3) en Luik Chiefs Leuven (5-3, 2-1).

## Landskampioenschap van Nederland
Nadat de drie vorige seizoenen het landskampioenschap beslist werd in de "Final-4", werd vanwege tijdgebrek het kampioenschap dit seizoen beslist in een finaleduel tussen de twee hoogst geëindigde teams in de BeNe-league. De finale werd in de ijshockeyhal van Thialf gespeeld tussen Flyers Heerenveen (dit seizoen ook al bekerwinnaar) en Hijs Hokij Den Haag (vorig seizoen verliezend finalist in het bekertoernooi en in de finale om het landskampioenschap). Flyers Heerenveen behaalde de tiende landstitel.
| Datum   | Thuisteam         | Uitslag | Periodestanden | Uitteam             |
| ------- | ----------------- | ------- | -------------- | ------------------- |
| 1 maart | Flyers Heerenveen | 4-2     | 1-1, 0-1, 3-0  | Hijs Hokij Den Haag |

## Inter Region Cup
Dit seizoen werd er ook om de Inter Region Cup gespeeld. Hieraan namen zes BeNe-league teams (drie Belgische en drie Nederlandse) deel en zes Duitse teams uit de Regionalliga West (het 4e niveau onder de Oberliga) die onder verantwoordelijkheid valt van het “Eishockeyverband Nordrhein-Westfalen“ (EHV NRW), een onderbond van de Deutscher Eishockey-Bund (DEB). De zes Duitse teams waren Dinslaken Kobras (Dinslaken), Lippe-Hockey-Hamm (Hamm), Herforder EV (Herford) en Neusser EV (Neuss) uit de deelstaat Noordrijn-Westfalen en EG Diez-Limburg (Diez-Limburg) en EHC Neuwied (Neuwied) uit de deelstaat Rijnland-Palts.
De zes BeNe-league teams speelden elk drie thuis- en uitwedstrijden tegen de zes Duitse teams. De 36 wedstrijden tellende competitie startte op zondag 29 september en eindigde op 12 januari. EHC Neuwied werd winnaar van de bekercompetitie.
| Thuisteam                 | GELE | HEER   | HERE | LEUV | LUIK | NIJME |
| ------------------------- | ---- | ------ | ---- | ---- | ---- | ----- |
| EG Diez-Limburg           |      |        | 8-0  | 6-5  | 6-4  |       |
| Dinslaken Kobras          | 2-10 | 2-6    |      |      |      | 5-0 r |
| Lippe-Hockey-Hamm         |      | 3-4 nv | 10-3 |      |      | 5-3   |
| Herforder EV              | 6-7  |        |      | 1-2  | 4-0  |       |
| Neusser EV                |      |        | 5-4  | 7-4  | 3-4  |       |
| EHC Neuwied               | 9-4  | 2-1    |      |      |      | 5-2   |
| Thuisteam                 | DIEZ | DINS   | HAMM | HERF | NEUS | NEUW  |
| Microz Eaters Limburg     | 6-5  |        | 2-1  |      | 8-2  |       |
| UNIS Flyers Heerenveen    | 6-3  |        |      | 6-1  | 4-3  |       |
| Era Renomar HYC Herentals |      | 5-6 nv |      | 5-1  |      | 4-8   |
| Chiefs Leuven             |      | 4-2    | 3-5  |      |      | 3-4   |
| Bulldogs Liège            |      | 5-0    | 3-7  |      |      | 3-6   |
| Select 4 U BV Nijmegen    | 4-8  |        |      | 6-5  | 10-3 |       |

| #  | Club              | AW | W | GW | GV | V | Pnt | V-T   |
| -- | ----------------- | -- | - | -- | -- | - | --- | ----- |
| 01 | EHC Neuwied       | 6  | 6 | 0  | 0  | 0 | 18  | 34-17 |
| 02 | Eaters Geleen     | 6  | 5 | 0  | 0  | 1 | 15  | 37-25 |
| 03 | Flyers Heerenveen | 6  | 4 | 1  | 0  | 1 | 14  | 27-14 |
| 04 | Lippe-Hockey-Hamm | 6  | 4 | 0  | 1  | 1 | 13  | 31-18 |
| 05 | EG Diez-Limburg   | 6  | 4 | 0  | 0  | 2 | 12  | 36-25 |
| 06 | Chiefs Leuven     | 6  | 2 | 0  | 0  | 4 | 06  | 21-25 |
| 07 | Nijmegen Devils   | 6  | 2 | 0  | 0  | 4 | 06  | 25-31 |
| 08 | Bulldoggs Liège   | 6  | 2 | 0  | 0  | 4 | 06  | 19-26 |
| 09 | Neusser EV        | 6  | 2 | 0  | 0  | 4 | 06  | 23-34 |
| 10 | Dinslaken Kobras  | 6  | 1 | 1  | 0  | 4 | 05  | 17-30 |
| 11 | HYC Herentals     | 6  | 1 | 0  | 1  | 4 | 04  | 21-38 |
| 12 | Herforder EV      | 6  | 1 | 0  | 0  | 5 | 03  | 18-26 |